# العلاقات السعودية السيراليونية
العلاقات السعودية السيراليونية هي العلاقات الثنائية التي تجمع بين السعودية وسيراليون.

## مقارنة بين البلدين
هذه مقارنة عامة ومرجعية للدولتين:
| وجه المقارنة                                              | السعودية        | سيراليون       |
| --------------------------------------------------------- | --------------- | -------------- |
| المساحة (كم2)                                             | 2.25 مليون      | 71.74 ألف      |
| عدد السكان (نسمة)                                         | 33.00 مليون     | 7.56 مليون     |
| الكثافة السكانية (ن./كم²)                                 | 14.67           | 105.38         |
| العاصمة                                                   | الرياض، الدرعية | فريتاون        |
| اللغة الرسمية                                             | اللغة العربية   | لغة إنجليزية   |
| العملة                                                    | ريال سعودي      | ليون سيراليوني |
| الناتج المحلي الإجمالي (بليون دولار)                      | 683.83 مليار    | 3.77 مليار     |
| الناتج المحلي الإجمالي (تعادل القوة الشرائية) بليون دولار | 1.69 تريليون    | 10.13 مليار    |
| الناتج المحلي الإجمالي الاسمي للفرد دولار أمريكي          | 20.48 ألف       | 653            |
| الناتج المحلي الإجمالي للفرد دولار أمريكي                 | 52.01 ألف       | 1.97 ألف       |
| مؤشر التنمية البشرية                                      | 0.837           | 0.413          |
| رمز المكالمات الدولي                                      | +966            | +232           |
| رمز الإنترنت                                              | .sa             | .sl            |
| المنطقة الزمنية                                           | ت ع م+03:00     | 00             |

## منظمات دولية مشتركة
يشترك البلدان في عضوية مجموعة من المنظمات الدولية، منها:
| علم المنظمة | اسم المنظمة                               | تاريخ انضمام السعودية | تاريخ انضمام سيراليون |
| ----------- | ----------------------------------------- | --------------------- | --------------------- |
|             | مؤسسة التنمية الدولية                     | 30 ديسمبر 1960        | 13 نوفمبر 1962        |
|             | البنك الإفريقي للتنمية                    | 4 أغسطس 1963          | ?                     |
|             | يونسكو                                    | 4 نوفمبر 1946         | 28 مارس 1962          |
|             | مؤسسة التمويل الدولية                     | 18 سبتمبر 1962        | 10 سبتمبر 1962        |
|             | منظمة حظر الأسلحة الكيميائية              | ?                     | ?                     |
|             | الأمم المتحدة                             | 24 أكتوبر 1945        | 27 سبتمبر 1961        |
|             | الاتحاد الدولي للاتصالات                  | 7 فبراير 1949         | 30 ديسمبر 1961        |
|             | منظمة التعاون الإسلامي                    | 25 سبتمبر 1969        | ?                     |
|             | منظمة الشرطة الجنائية الدولية             | 13 يونيو 1956         | ?                     |
|             | الاتحاد البريدي العالمي                   | ?                     | ?                     |
|             | البنك الدولي للإنشاء والتعمير             | 26 أغسطس 1957         | 10 سبتمبر 1962        |
|             | المركز الدولي لتسوية المنازعات الاستشارية | 7 يونيو 1980          | 14 أكتوبر 1966        |
|             | وكالة ضمان الاستثمار متعدد الأطراف        | 12 أبريل 1988         | 20 يونيو 1996         |
|             | منظمة التجارة العالمية                    | 11 نوفمبر 2005        | ?                     |

## وصلات خارجية
- موقع وزارة الخارجية السعودية